# Municipio de Liberty (condado de Stone)
El municipio de Liberty (en inglés: Liberty Township) es un municipio ubicado en el condado de Stone en el estado estadounidense de Arkansas. En el año 2010 tenía una población de 430 habitantes y una densidad poblacional de 7,95 personas por km².

## Geografía
El municipio de Liberty se encuentra ubicado en las coordenadas 35°50′5″N 92°13′38″O / 35.83472, -92.22722. Según la Oficina del Censo de los Estados Unidos, el municipio tiene una superficie total de 54.12 km², de la cual 54,1 km² corresponden a tierra firme y (0,03 %) 0,02 km² es agua.

## Demografía
Según el censo de 2010, había 430 personas residiendo en el municipio de Liberty. La densidad de población era de 7,95 hab./km². De los 430 habitantes, el municipio de Liberty estaba compuesto por el 95,58 % blancos, el 0,7 % eran amerindios, el 0,23 % eran asiáticos, el 0,47 % eran de otras razas y el 3,02 % eran de una mezcla de razas. Del total de la población el 1,86 % eran hispanos o latinos de cualquier raza.